# 나주 경렬사
나주 경렬사(羅州 景烈祠)는 대한민국 전라남도 나주시 노안면 금안리에 있는 사우이다. 2001년 12월 13일 전라남도의 기념물 제196호로 지정되었다.

## 개요
경렬공 정지(1347∼1391)를 배향하는 사우이다. 후에 정지(鄭地) 외에 유사, 고중영, 전상의, 고경조, 정충신, 유평, 유성익 등 7인을 더 모셔 팔현사라고도 부른다.
정지는 나주 사람으로 고려 말의 왜구 창궐기에 수군의 기강을 바로 잡고 여러 곳에서 왜구를 대파하는 등 공헌을 하여 지방 사람들의 추앙을 받았다.
경렬사는 외삼문과 사당으로 소박하게 구성되었고 기와 이은 막돌담장으로 둘렀다. 솟을삼문에 들어서면 사당이 나오는데 사당은 앞면 3칸, 옆면 반칸 규모로 기둥 위에서 지붕을 떠받치는 구조가 익공양식이며 겹처마 맞배지붕 건물이다.
인조 22년(1644)에 소규모 사당으로 처음 지어졌다가 숙종 3년(1705)에 비로소 사우로서의 격식을 갖추게 되었고, 고종 8년(1871)에 서원철폐령으로 훼철되었다. 그 후 1905년 호남 사림들이 이 터에 경렬사유허비를 세웠고 1916년에 지금의 위치로 옮기게 되었고 현재에 이르렀다.
경렬사는 정지의 행적과 관련하여 당시의 역사적 변천과 제도사 변천을 알 수 있으며 조선 후기에 건립된 사우가 옮겨 지어진 것으로 보아 향토성도 있어 보존할 만한 역사적, 학술적 가치가 있다.

## 참고 자료
- 나주경렬사 - 국가유산청 국가유산포털